# Synagoge (Bernkastel)

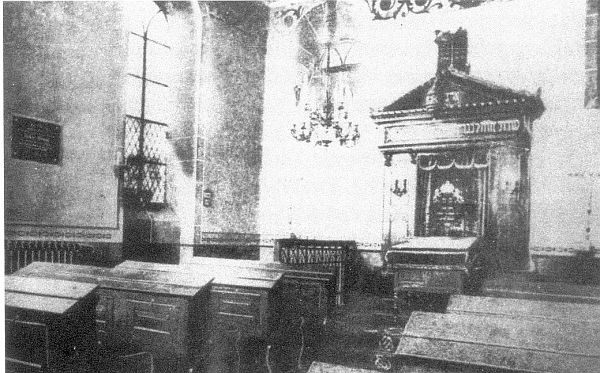
Innenansicht der Synagoge in Bernkastel (um 1890)

Die Synagoge in Bernkastel, einem Stadtteil von Bernkastel-Kues im Landkreis Bernkastel-Wittlich in Rheinland-Pfalz, wurde 1850/51 errichtet. Die profanierte Synagoge, ein unverputzter Bruchsteinbau mit Rundbogenfenstern und einem Eingang an der Nordseite, in der Burgstraße 7 ist ein geschütztes Kulturdenkmal.

## Geschichte
Als am 9. Juli 1880 in einer benachbarten Scheune Feuer gelegt wurde, brannte auch die Synagoge sowie das daneben stehende Wohnhaus fast vollständig aus. Teile der Inneneinrichtung der Synagoge konnten gerettet werden. In den Jahren 1881/82 erfolgte der Wiederaufbau und die Synagoge konnte am Pessachfest 1882 wieder eingeweiht werden.     
Beim Novemberpogrom 1938 wurde die Synagoge von SA-Männern und Bernkasteler Nationalsozialisten völlig verwüstet. Wegen der engen Lage in der Altstadt von Bernkastel wurde die Synagoge nicht angezündet. Im April 1939 wurde das Synagogengebäude an Privatpersonen verkaufte. 
Das Synagogengebäude wechselte noch zweimal den Besitzer. Bis 1965 befand sich eine Schreinerei im Gebäude. Im Jahr 1975 wurde das einige Jahre leerstehende Gebäude renoviert. 
In der ehemaligen Synagoge befinden sich heute ein Raum für Kulturveranstaltungen und Zimmer für Übernachtungsmöglichkeiten.    